# Adlerbussard

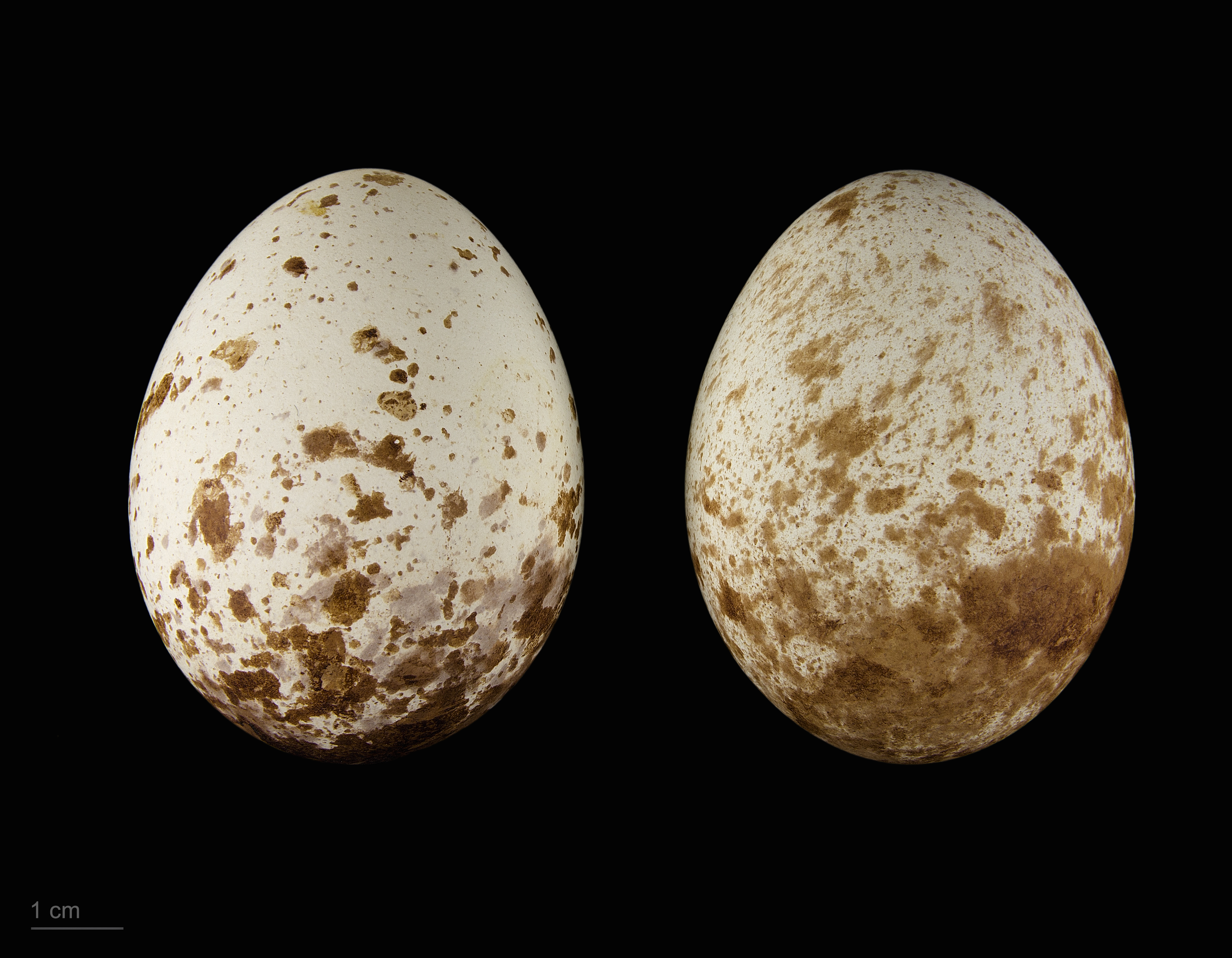
Buteo rufinus cirtensis

Der Adlerbussard (Buteo rufinus) ist ein Greifvogel aus der Gattung Buteo, den Echten Bussarden. Er kommt im westlichen Nordafrika, auf der arabischen Halbinsel, in der Türkei, am Kaukasus vor. In Asien reicht sein Brutgebiet bis nach Nord-Indien und in die Mongolei. Auf dem Balkan reicht sein Verbreitungsgebiet bis nach Ungarn, wo er seit einigen Jahren mit zwei bis sieben Brutpaaren vertreten ist. In Österreich wird er im Sommerhalbjahr regelmäßig beobachtet.

## Merkmale
Der Adlerbussard ist mit 57 bis 65 Zentimetern Körperlänge und 135 bis 160 Zentimetern Flügelspannweite der größte Bussard der westlichen Paläarktis. Männchen wiegen ca. 1100 Gramm, Weibchen ca. 1300 Gramm. Er wirkt durch seine langen Flügel und gefingerten Handschwingen adlerartig.
Der lateinische Artname rufinus bedeutet „rötlich“ oder „rostfarben“ und bezeichnet die Färbung der hellen und rostroten Morphe. Meist sind Kopf und Brust ungezeichnet hell und kontrastieren zu rostrotem Bauch und Hosen. Jungvögel haben einen hellen Kopf, eine weiße Brust und einen schmutzigweißen, oft unvollständig quer gebänderten Schwanz. Die hellen Handschwingen sind ungebändert und an ihren Spitzen dunkel. Sie bilden einen deutlichen Kontrast zu den Decken der Handschwingen, die ebenfalls dunkel sind, und den braunen Armschwingen und ihren rostfarbenen Decken.

### Farbvariationen
Der Adlerbussard tritt in drei Farbmorphen mit vielen Übergangsformen auf. Die helle und die rötliche Morphe haben einen hell rostfarbenen Kopf, Hals und Schwanz; letzterer ist bei Altvögeln ungebändert. Der Kopf der Jungvögel ist meistens sehr hell, besonders bei der Unterart B. r. cirtensis. Die dunkle Morphe hat einen dunkelbraunen Kopf und Körper, der weiße Schwanz ist von dunklen Querbändern durchzogen und hat eine breite, schwarzbraune Endbinde.

### Verwechslungsmöglichkeiten
Der Adlerbussard ist leicht mit dem Falkenbussard (Buteo buteo vulpinus) verwechselbar, der jedoch kleiner ist und schmalere Flügel hat. Er kann auch mit dem Raufußbussard verwechselt werden, der jedoch nie Rottöne im Gefieder zeigt.

### Stimme
Die Rufe des Adlerbussards klingen ähnlich wie die des Mäusebussards, jedoch etwas langgezogener. Der Adlerbussard ruft weniger oft als der Mäusebussard. Der durchdringende Bettelruf der flüggen Jungvögel klingt wie „kluih“.

## Lebensraum und Verbreitung

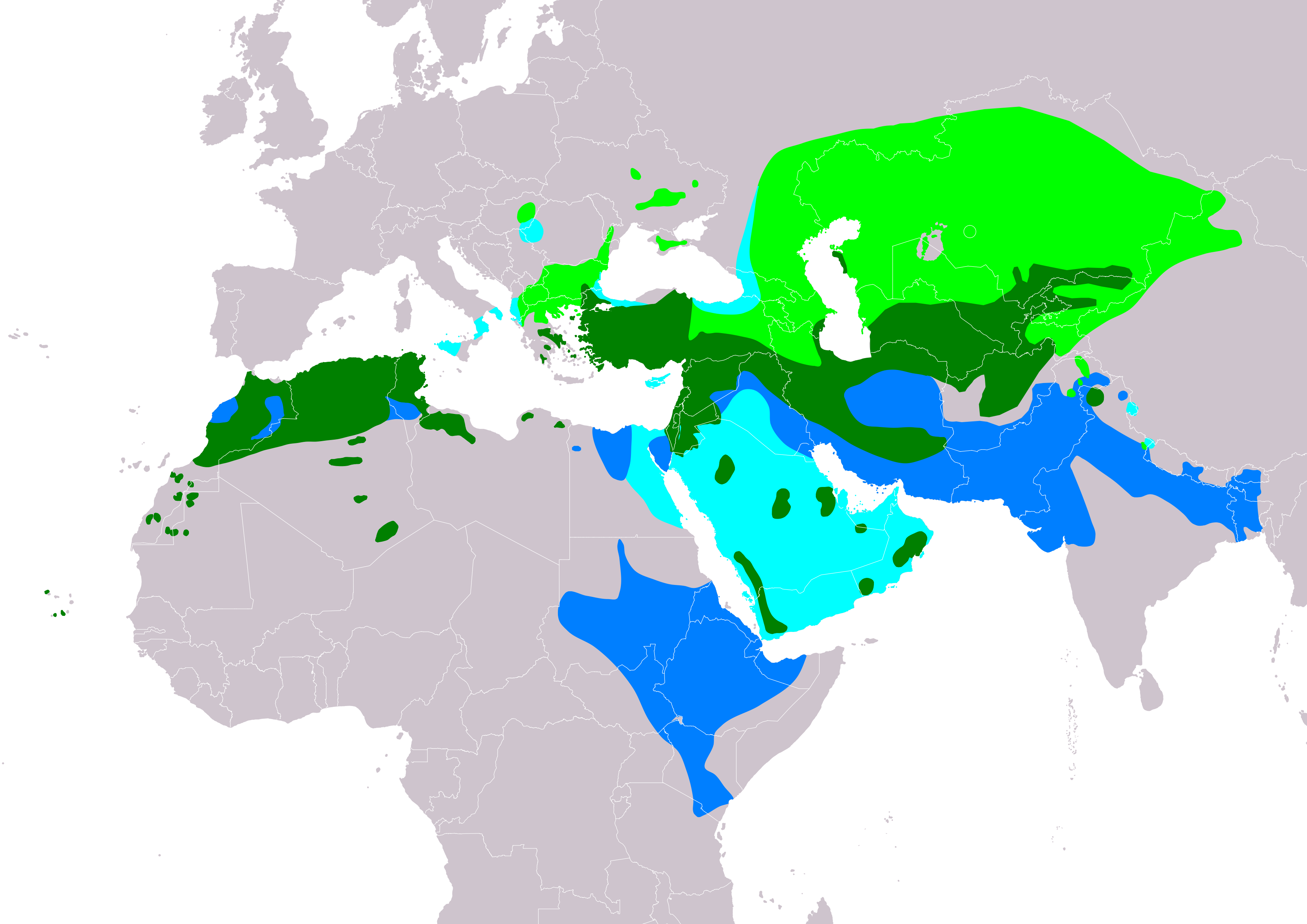
Verbreitung des Adlerbussards:
Brutgebiete
Ganzjähriges Vorkommen
Migration
Überwinterungsgebiete

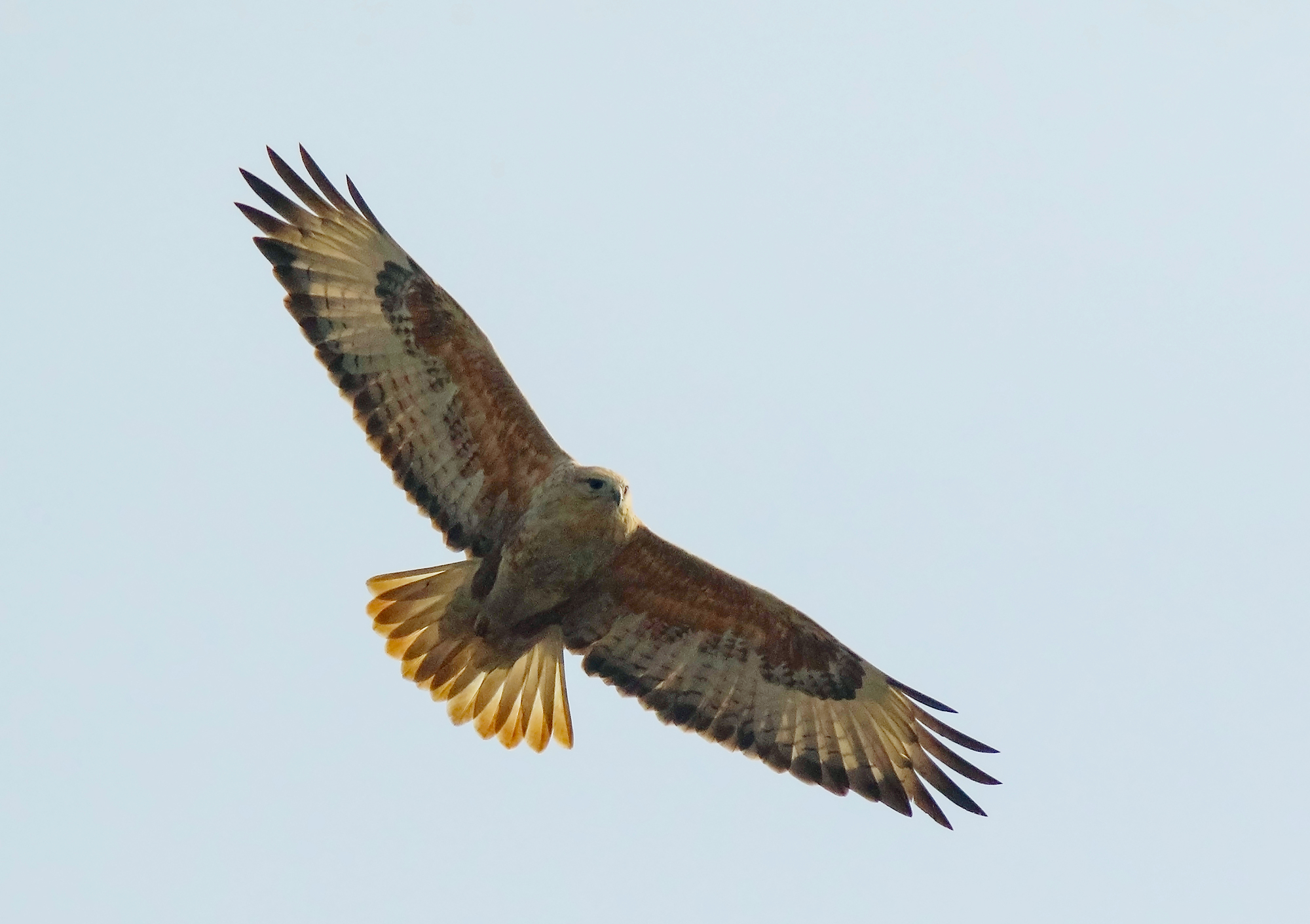
Flugbild des Adlerbussards

Bergige und offene Landschaften, sowie Trockensteppen und Halbwüsten werden vom Adlerbussard als Lebensraum genutzt. Bei guter Nahrungsverfügbarkeit tritt er auch als Brutvogel in echten Wüsten auf. Er brütet jedoch auch im waldreichen Mittelgebirge der Balkanhalbinsel.
Bedingungen an den Lebensraum sind offene Flächen zur Nahrungssuche und geeignete Brutplätze. In der Türkei können diese bis 2700 Meter hoch liegen.
Der Adlerbussard ist im westlichen Nordafrika, in Griechenland, in der Türkei sowie im Zentrum der arabischen Halbinsel, am Kaukasus und in Zentralasien bis nach Nord-Indien verbreitet. In Nordafrika reicht das Brutgebiet bis in die algerische bzw. nordwest-mauretanische Sahara. Als saisonaler Brutvogel kommt er in den Trockengebieten der südlichen Paläarktis von Griechenland über den Kaukasus bis in die Mongolei vor.
Russische Adlerbussarde und die des Balkans sind Zugvögel. Ihr Überwinterungsgebiet liegt in Nordafrika, teilweise wandern sie bis in die Sahelzone. Es wurden jedoch schon Überwinterungen in Ungarn und Griechenland beobachtet. In der Türkei, im mittleren Osten und in Nordafrika sind Adlerbussarde Standvögel. Der Zug im Herbst findet im September und Oktober, der Frühjahrszug im März und April statt.

## Unterarten

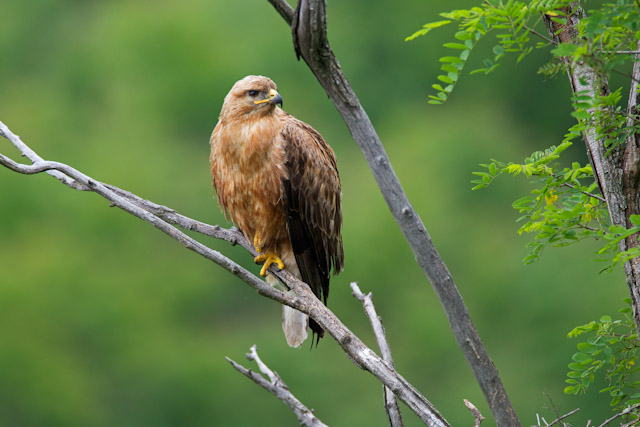
Adlerbussard, Weibchen

Außer der eurasischen Nominatform B. r. rufinus gibt es die kleinere Unterart B. r. cirtensis, die in Nordafrika und auf der arabischen Halbinsel vorkommt. Die beiden Unterarten besiedeln unterschiedliche Höhenlagen, in Überschneidungsbereichen der Areale kommt es jedoch zu Hybriden. Die Population von Sokotra wurde 2010 zur eigenständigen Art Buteo socotraensis erhoben.

## Fortpflanzung

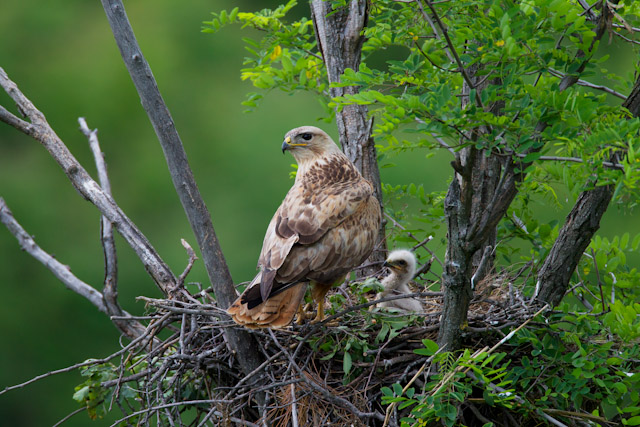
Adlerbussard, Männchen am Horst

Seinen Horst baut der Adlerbussard gerne auf erhöhten Stellen, von denen er die Umgebung gut beobachten kann. Auf dem Balkan werden dabei Felswände bevorzugt, in der Ukraine jedoch auch Bäume. In baumarmen Gegenden wie den südrussischen und kasachischen Steppengebieten, wird das Nest auch auf dem Boden und oft auf Strommasten gebaut.
Das Gelege besteht aus zwei bis fünf, meistens aus zwei oder drei Eiern, die eine helle Grundfarbe und bräunliche Flecken haben. Sie werden in der ersten Aprilhälfte gelegt. Nach einer Nestlingszeit von 45 bis 52 Tagen werden die Jungvögel Ende Juni flügge.

## Nahrung
Kleinere bis mittlere Säugetiere machen den Großteil der Nahrung aus. Typische Beutetiere sind Wühlmäuse, Hamster, Ziesel oder auch Reptilien und Amphibien, sowie Insekten, z. B. Heuschrecken. In den Überwinterungsgebieten ernährt er sich auch von Aas.
Seine Beute fängt er aus segelndem Suchflug oder von erhöhten Ansitzen, mitunter auch zu Fuß. Im Gegensatz zu anderen Bussarden rüttelt der Adlerbussard praktisch nie. Er kann jedoch bei entsprechenden Windverhältnissen längere Zeit in der Luft „stehen“.

## Bestand
Das europäische Brutareal hat sich im Verlauf des 20. Jahrhunderts vor allem im europäischen Teil Russlands und der Ukraine auf Grund von Lebensraumzerstörungen erheblich verkleinert. Seit den 1970er Jahren gibt es zwar kaum noch Arealverluste, jedoch gehen in Russland die Populationen stetig zurück. Ausschlaggebend ist vor allem die Intensivierung der Landnutzung und die Vernichtung der wenigen geeigneten Neststandorte in den offenen Landschaften Osteuropas. Östlich der Wolga und am Südwestrand des Brutareals nehmen die Bestände zu und es kommt zu Arealausweitungen. Die ersten Brutnachweise für Ungarn gab es 1992. Seit 1994 brüten dort Adlerbussarde regelmäßig.
Der europäische Bestand wird auf 8700 bis 15.000 Brutpaare geschätzt. Die wichtigsten Vorkommen finden sich in der Türkei, wo zu Beginn des 21. Jahrhunderts etwa 6000 bis 9000 Paare brüteten, sowie in Aserbaidschan und Russland.